# Gunther von Pairis
Der Zisterziensermönch Gunther von Pairis (* um 1150; † um 1220) ist vor allem durch sein Werk Hystoria Constantinopolitana über die Eroberung Konstantinopels im vierten Kreuzzug bekannt. Es geht auf die Berichte des Abtes Martin von Pairis zurück, der zu den Teilnehmern gehörte.
Doch gilt er auch als Verfasser des Ligurinus, eines in Hexametern geschriebenen Epos mit einer panegyrischen Schilderung der Kämpfe Friedrich Barbarossas gegen die oberitalienischen Städte. Für dieses Werk soll er von Friedrich I. zum poeta laureatus gekrönt worden sein.

## Ausgaben
- (Editio princeps) Conrad Celtis, Bernhard Adelmann von Adelmannsfelden, Konrad Adelmann von Adelmannsfelden, Matthaeus Marschalk von Pappenheim, Konrad Peutinger, Georg Herbart, Marquard von Stain:[1][2] Ligvrini De gfstis (= gestis) Imp. Caesaris Friderici primi Augusti. Erhard Oeglin, Augsburg 1507 (Google-Books).
- Konrad Rittershausen (Hrsg.): Guntheri Ligurinus. Seu De rebus gestis Imp. Caes. Friderici Primi, PP. Aug. cognomento Aenobarbi, sive Barbarossae, libri X. Georg Gruppenbach, Tübingen 1598 (Digitalisat der Bayerischen Staatsbibliothek München).
- Konstantinopel 1204. Die Hystoria Constantinopolitana des Gunther von Pairis und andere Berichte vom Vierten Kreuzzug. Lateinisch / Deutsch. Übersetzt und kommentiert von Gernot Krapinger. Hiersemann, Stuttgart 2020.